# National Provincial Championship Division 3 1985
La National Provincial Championship Division 3 1985 fue la primera edición de la tercera división del principal torneo de rugby de Nueva Zelanda.

## Sistema de disputa
Los equipos enfrentan a los equipos restantes de su zona en una sola ronda.
- Los dos mejores equipos de cada zona clasifican a la final, el ganador de la final se corona campeón y asciende a la Segunda División.

## Zona Norte
Tabla de posiciones
| Pos. | Equipo        | Encuentros | Encuentros | Encuentros | Encuentros | Tantos | Tantos | Tantos | Puntos |
| Pos. | Equipo        | PJ         | PG         | PE         | PP         | F      | C      | Dif    | Puntos |
| ---- | ------------- | ---------- | ---------- | ---------- | ---------- | ------ | ------ | ------ | ------ |
| 1.º  | North Harbour | 3          | 3          | 0          | 0          | 111    | 7      | +104   | 6      |
| 2.º  | Poverty Bay   | 3          | 2          | 0          | 1          | 43     | 42     | +1     | 4      |
| 3.º  | Thames Valley | 3          | 1          | 0          | 2          | 53     | 71     | -18    | 2      |
| 4.º  | East Coast    | 3          | 0          | 0          | 3          | 17     | 104    | -87    | 0      |

|  | Finalista. |

## Zona Sur
| Pos. | Equipo           | Encuentros | Encuentros | Encuentros | Encuentros | Tantos | Tantos | Tantos | Puntos |
| Pos. | Equipo           | PJ         | PG         | PE         | PP         | F      | C      | Dif    | Puntos |
| ---- | ---------------- | ---------- | ---------- | ---------- | ---------- | ------ | ------ | ------ | ------ |
| 1.º  | Nelson Bays      | 3          | 3          | 0          | 0          | 54     | 30     | +24    | 6      |
| 2.º  | South Canterbury | 3          | 2          | 0          | 1          | 56     | 29     | +27    | 4      |
| 3.º  | Horowhenua       | 3          | 2          | 0          | 1          | 45     | 32     | +13    | 2      |
| 4.º  | North Otago      | 3          | 0          | 0          | 3          | 22     | 86     | -64    | 0      |

|  | Finalista. |

### Final
| 18 de septiembre de 1985 | Nelson Bays | 10 - 54 | North Harbour |  |  |

| Bandera de Nueva Zelanda |
| Campeón North Harbour    |
| Primer título            |